# Evolution (software)
Evolution, soms geschreven als Novell Evolution, is een vrije- en opensource-e-mailclient en is beschikbaar voor Linux, Solaris en Unix. Sinds versie 2.8 is het onderdeel van GNOME. Vanaf versie 2.22.2 is het compatibel met Windows, en ook was er een port voor Mac, maar nieuwe versies van Evolution zijn niet meer beschikbaar voor die besturingssystemen. Evolution laat zich kenmerken door een overzichtelijke GUI die veel overeenkomsten vertoont met de gesloten software Outlook. Deze overeenkomsten gaan echter niet verder dan het uiterlijk, want de onderliggende code en de configuratieopties zijn wezenlijk anders.
Evolution is ontwikkeld door Ximian dat in 2003 door Novell werd overgenomen. Het heette voor de overname door Novell van Ximian dan ook Ximian Evolution.

## Integratie
Programma's zoals OpenSync laten het toe te synchroniseren met PDA's en mobiele telefoons en daarnaast kan door middel van plug-ins verbinding worden gelegd met Microsoft Exchange Server. Vanzelfsprekend is er volledige integratie met Novell Groupwise.
Hoewel Evolution voor meerdere platformen in ontwikkeling is, blijven Linux/GNU-gebaseerde besturingssystemen het primaire platform voor de verdere ontwikkeling van de e-mailclient. Evolution voor Windows is nog niet volledig uitontwikkeld en verkeert dan ook nog in bètafase. Voor Mac OS X is wel een stabiele client beschikbaar.
Een nadeel van de e-mailclient is dat doorschakeling van mail, zoals met sommige webmail mogelijk is, lastig kan zijn voor de gemiddelde gebruiker.

## Versie 2
Versie 2 van het programma werd uitgebracht in 2004. De belangrijkste verandering is de integratie met groupware, zoals het eigen Novell Groupwise en Microsoft Exchange Server. In versie 2 werd ook GPG-e-mailencryptie toegevoegd. Ook de integratie met Pidgin en de desktopomgeving is verbeterd.

## Windowsversie
Tor Lillqvist heeft zorg gedragen voor Evolution voor Windows. Hij is op basis van zijn port van het grafische programma GIMP van Linux naar Windows ingehuurd voor de port van Evolution naar Windows.
Versie 2.22.2-4 is getest op Windows XP en werkt ook op Windows Vista, maar er kunnen bugs zijn die een goede werking tegen kunnen gaan.